# Ali Maamar
Ali Maamar (23 maart 2005) is een Belgisch-Marokkaans voetballer die onder contract ligt bij RSC Anderlecht.

## Clubcarrière
Maamar ruilde in 2019 de jeugdopleiding van KV Mechelen voor die van RSC Anderlecht, waar hij eerder al had gespeeld. Toen Guillaume Gillet in december 2022 een aantal spelers van RSCA Futures moest afstaan aan de A-kern voor een stage in Kreta, riep Gillet enkele spelers van de U18 op voor de competitiewedstrijd tegen Jong Genk, onder wie Maamar. Op 2 december 2022 maakte hij vervolgens zijn profdebuut: in de 2-0-zege tegen Jong Genk liet Gillet hem in de slotfase invallen voor Chris Lokesa. Na afloop van het seizoen 2023/24, waarin hij tien keer had meegespeeld met de RSCA Futures, ondertekende hij een profcontract tot 2026 bij Anderlecht.
In november 2024 maakte Maamar voor het eerst deel uit van de wedstrijdselectie voor een officiële wedstrijd van het eerste elftal van Anderlecht: zijn oud-ploegmaat David Hubert selecteerde hem voor de Conference League-wedstrijd tegen FK RFS. Later die week zat hij ook op de bank tijdens de competitiewedstrijd tegen Cercle Brugge. Op 12 januari 2025 maakte Maamar uiteindelijk zijn officiële debuut bij de hoofdmacht van Anderlecht: in de met 0-3 verloren topper tegen Club Brugge liet Hubert hem een hele wedstrijd meespelen. Vier dagen later kondigde Anderlecht aan dat het het contract van Maamar had opengebroken tot 2028.

## Clubstatistieken
| Seizoen         | Club            | Land            | Competitie      | Competitie | Competitie | Beker | Beker | Supercup | Supercup | Europa League | Europa League | Totaal | Totaal |
| Seizoen         | Club            | Land            | Competitie      | Wed.       | Dlp.       | Wed.  | Dlp.  | Wed.     | Dlp.     | Wed.          | Dlp.          | Wed.   | Dlp.   |
| --------------- | --------------- | --------------- | --------------- | ---------- | ---------- | ----- | ----- | -------- | -------- | ------------- | ------------- | ------ | ------ |
| 2022/23         | RSCA Futures    | Vlag van België | Eerste klasse B | 4          | 0          | —     | —     | —        | —        | —             | —             | 4      | 0      |
| 2023/24         | RSCA Futures    | Vlag van België | Eerste klasse B | 10         | 0          | —     | —     | —        | —        | —             | —             | 10     | 0      |
| 2024/25         | RSCA Futures    | Vlag van België | Eerste klasse B | 12         | 0          | —     | —     | —        | —        | —             | —             | 12     | 0      |
| 2024/25         | RSC Anderlecht  | Vlag van België | Eerste klasse A | 4          | 0          | 1     | 0     | —        | —        | 2             | 0             | 7      | 0      |
| Carrière totaal | Carrière totaal | Carrière totaal | Carrière totaal | 27         | 0          | 1     | 0     | 0        | 0        | 0             | 0             | 28     | 0      |

Bijgewerkt op 16 januari 2025.